# Norðanfyri Lokkaskarð
De Norðanfyri Lokkaskarð is een berg die ligt op het eiland Borðoy, Faeröer. De berg heeft een hoogte van 772 meter en is daarmee het hoogste punt van het eiland.